# Danh sách đô thị ở Soule

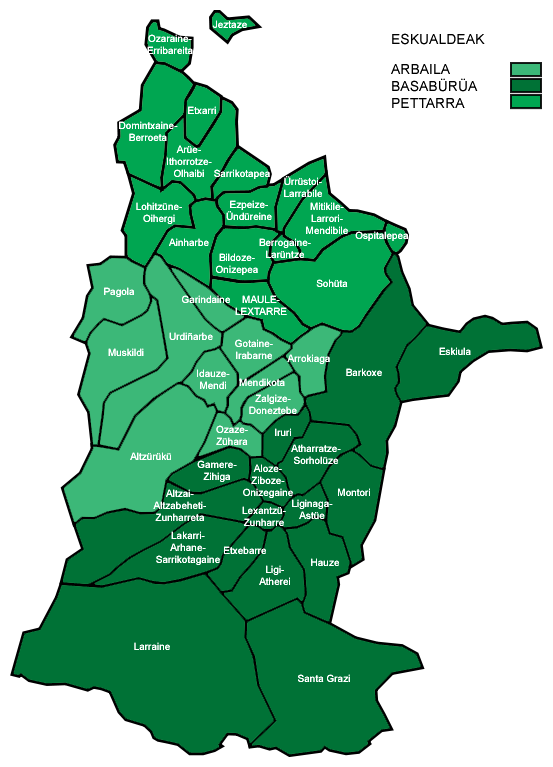
Map of Soule

Đây là một danh sách các đô thị thuộc tỉnh Soule ở Xứ Basque và một phần của tỉnh Pyrénées-Atlantiques.
Soule trong lịch sử là một tỉnh nhỏ của Xứ Basque. Nó được chia thành 3 phần:
- Các cổng của huyện (quận) của Oloron-Sainte-Marie (Mauleon-Licharre và Tardets-Soraluce)
- Một phần của tổng Saint Palais (huyện Bayonne)
- 7 đô thị của tổng Saint-Palais (và một phần của đô thị Pagolle).

| Tên chính thức bằng tiếng Pháp  | tên tiếng Basque              |
| ------------------------------- | ----------------------------- |
| Ainharp                         | Ainharbe                      |
| Alçay-Alçabéhéty-Sunharette     | Altzai-Altzabeheti-Zunharreta |
| Alos-Sibas-Abense               | Aloze-Ziboze-Onizegaine       |
| Aroue-Ithorots-Olhaïby          | Arüe-Ithorrotze-Olhaibi       |
| Arrast-Larrebieu                | Ürrustoi-Larrebille           |
| Aussurucq                       | Altzürukü                     |
| Barcus                          | Barkoxe                       |
| Berrogain-Laruns                | Berrogaine-Lahüntze           |
| Camou-Cihigue                   | Gamere-Zihiga                 |
| Charritte-de-Bas                | Sarrikotape                   |
| Chéraute                        | Sohüta                        |
| Domezain-Berraute               | Domintxaine-Berroeta          |
| Espès-Undurein                  | Espeize-Ündüreine             |
| Esquiule                        | Eskiula                       |
| Etcharry                        | Etxarri                       |
| Etchebar                        | Etxebarre                     |
| Garindein                       | Garindaine                    |
| Gestas                          | Jestaze                       |
| Gotein-Libarrenx                | Gotaine-Irabarne              |
| Haux                            | Hauze                         |
| Idaux-Mendy                     | Idauze-Mendi                  |
| Lacarry-Arhan-Charritte-de-Haut | Lakarri-Arhane-Sarrikotagaine |
| Laguinge-Restoue                | Liginaga-Astüe                |
| Larrau                          | Larraine                      |
| L'Hôpital-Saint-Blaise          | Ospitalepea                   |
| Lichans-Sunhar                  | Lexantzü-Zünharre             |
| Licq-Athérey                    | Ligi-Atherei                  |
| Lohitzun-Oyhercq                | Lohitzüne-Oihergi             |
| Mauléon-Licharre                | Maule-Lextarre                |
| Menditte                        | Mendikota                     |
| Moncayolle-Larrory-Mendibieu    | Mitikile-Larrori-Mendibile    |
| Montory                         | Montori                       |
| Musculdy                        | Muskildi                      |
| Ordiarp                         | Urdiñarbe                     |
| Ossas-Suhare                    | Ozaze-Zühara                  |
| Osserain-Rivareyte              | Ozaraine-Erribareita          |
| Pagolle                         | Pagola                        |
| Roquiague                       | Arrokiaga                     |
| Sainte-Engrâce                  | Urdatx-Santa-Grazi            |
| Sauguis-Saint-Étienne           | Zalgize-Doneztebe             |
| Tardets-Sorholus                | Atharratze-Sorholüze          |
| Trois-Villes                    | Iruri                         |
| Viodos-Abense-de-Bas            | Bildoze-Onizepea              |